# Geno Mateev
Geno Mateev   (Kavarna, 3 de gener de 1903 - Sofia, 6 de juny de 1966) fou un futbolista búlgar de la dècada de 1920.
Fou 2 cops internacional amb la selecció búlgara amb la qual participà en els Jocs Olímpics d'Estiu de 1924.
Pel que fa a clubs, defensà els colors de Levski Sofia.